# Наркозний апарат
Наркозний апарат — медичне обладнання, призначене для забезпечення загальної анестезії (наркозу).
В даний час (2023) Наркозний апарат варто називати як Система забезпечення анестезії. Якщо функціональність перших наркозних апаратів зводилася до подачі суміші інгаляційних анестетиків і життєзабезпечувальних газів в контур пацієнта, то сучасні системи забезпечення анестезії здійснюють не тільки подачу газоподібних і рідких інгаляційних анестетиків і кисню, але також комплексний моніторинг вітальних показників (тиск в дихальних шляхах, потік і концентрація кисню) і автоматичну штучну вентиляцію легенів пацієнта.
Найдосконалішими системами, які тільки виходять на ринок є так звані модульні анестезіологічні системи, які крім всього вищепереліченого сконструйовані за принципом модульної структури — для кожного медичного закладу відповідно до потреб анестезіологічної служби та специфікою оперативних втручань підбирається своє компонування наркозного апарату.
Для інтубаційного наркозу використовують апарати РО-3, РО-6, РО-9; для інгаляційного — Полінаркон, Полінаркон-2 та інші. Більшість сучасних наркозних апаратів дозволяють виконувати обидва види знеболювання, серед таких моделей наприклад Хірана, Медіморф.

## Анестезувальний випарник

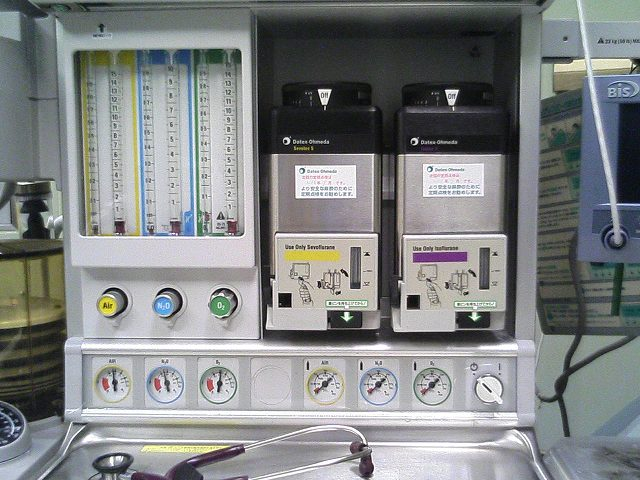
Анестезіологічний апарат, праворуч показані випарники севофлурану (жовтий) та ізофлурану (фіолетовий)

Анестетичний випарник — це пристрій, який зазвичай приєднується до анестезіологічної машини, який забезпечує задану концентрацію леткого анестетика. Він працює, контролюючи випаровування анестетика з рідини, а потім точно контролюючи концентрацію, в якій вони додаються до потоку свіжого газу. Конструкція цих пристроїв враховує зміну: температури навколишнього середовища, потоку свіжого газу та тиску парів агента. Взагалі існує два типи випарників:
- нагнітальні
- витяжні

Обидва мають чіткі переваги та недоліки.
Двоконтурний газопаровий змішувач — це третій тип випарника, який використовується виключно для агента десфлурану.